# ホワイトブロンズ賞
ホワイト・ブロンズ賞（ホワイトブロンズしょう）は、地方新聞映画記者会による映画の賞である。地方映画記者会賞と表記されることもある。
ブルーリボン賞から分裂して創設されたが、そのブルーリボン賞、日本映画記者会賞、テアトロン賞（東京演劇記者会）、などと共に1966年度をもって廃止された。現在は1973年に復活したブルーリボン賞に再び統合された形となっている。

## 受賞者
- 1959年第5回 長門裕之 主演男優賞にあんちゃんによる、山本薩夫　監督賞「荷車の歌による、作品賞「荷車の歌」[2]
- 1961年第7回 若尾文子 主演女優賞　「女は二度生まれる」と「妻は告白する」による[3]
- 1962年第8回 藤村志保 助演女優賞　「破戒」　による[4]
- 1963年第9回 南田洋子 女優賞　「おかしな奴」による[5]
- 1964年第10回 西村晃 助演男優賞　「赤い殺意」による、勅使河原宏 監督賞「砂の女」による、作品賞「砂の女」
- 1965年第11回 三國連太郎 主演男優賞「飢餓海峡」による、有馬稲子 主演女優賞
- 1966年第12回 露口茂 助演男優賞「女のみづうみ」と「四畳半物語　娼婦しの」による[6]、作品賞「白い巨塔」